# Массімо Д'Адзельйо
Ма́ссімо Тапаре́ллі Д'Адзе́льйо (італ. Massimo D'Azeglio; Massimo Taparelli, marchese d'Azeglio; 22 грудня 1798 — 15 січня 1866) — італійський політичний діяч і письменник, один з ідеологів і лідерів правого крила італійського національно-визвольного і об'єднавчого руху. Брав участь у боях проти австрійців (1848); у 1849–1852 роках був прем'єр-міністром і міністром закордонних справ П'ємонту. Обстоював ідею об'єднання Італії «згори» під владою Савойської династії.

## Біографія
Массімо Д'Адзельйо народився у родині генерала призначеного послом у Римі. Кар'єру почав у армії офіцером кавалерії. Згодом оселився у Римі, де почав цікавитися малярством, зажив слави як пейзажист. У 1830 році одружився з дочкою відомого італійського поета-романтика Алессандро Мандзоні, засновника сучасної італійської мови. Сам Д'Адзельйо також писав історичні романи де висловлював свій патріотизм та любов до Італії. У 1846 році у своїх працях почав висувати ідеї об'єднання Італії під орудою Савойської королівської династії.
За поглядами Д'Адзельйо був італійським патріотом, помірним монархістом, побожним католиком, однак не брав участь у жодному з повстань у першій половині дев'ятнадцятого століття, спрямованих на об'єднання та незалежність Італії. У 1848 році нарешті приєднався до армії П'ємонту, отримав чин полковника, у битвах проти австрійців був тяжко поранений. 11 травня 1849 року король Віктор Еммануїл II призначив його Головою Ради Міністрів та міністром закордонних справ П'ємонту. Серед своїх перших кроків на чолі уряду, скасував імунітет духівництва через побоювання негативного впливу папського уряду та католицьких консерваторів. У жовтні 1850 року запросив до уряду графа Кавура на посаду міністра сільського господарства і торгівлі. 16 травня 1852 залишив посаду прем'єр-міністра і на його місце призначено Кавура.
Під час другої війні за незалежність Італії Д'Адзельйо був комісаром короля Віктора Еммануїла II в Болонії, представником короля при дворі папи Пія IX, пізніше призначений послом в Лондоні, потім префектом Мілана. За видатні заслуги був призначений сенатором, отримав чин бригадного генерала і радника короля.
У 1865 році відійшов від політичного життя, став куратором галереї «Сабауда» у Турині. Після смерті Д'Адзельйо в 1867 році його дочка опублікувала його незакінчену автобіографію.

## Праці
Автор кількох історичних романів:
- «Етторе Ф'єрамоска» (1833),
- «Нікколо де-Лапі» (1841) та інших.